# 王怀远
王怀远（1938年3月—），男，山东龙口人，中华人民共和国政治人物。

## 生平
1964年毕业于山东工学院，同年加入中国共产党。早年供职于博山电机厂。1976年，担任博山电机厂党委副书记。1981年，任中共淄博市委副秘书长兼办公室主任。次年改任淄博市人民政府副市长。1986年，任淄博市市长。1988年起，任淄博市市委书记，以及山东省总工会主席、省工会管理干部学院院长，省军转工作小组组长。1992年，升任中共山东省委常委、中共济南市委书记。1993年，改任中共辽宁省委副书记。1998年1月，当选为辽宁省人大常委会主任。